# Katarzyna Dudka
Katarzyna Ewa Dudka (ur. 1967) – polska prawnik, profesor nauk prawnych, nauczyciel akademicki Uniwersytetu Marii Curie-Skłodowskiej w Lublinie, specjalistka w zakresie prawa karnego i prawa karnego procesowego.

## Życiorys
W 1991 ukończyła studia prawnicze Wydziale Prawa i Administracji Uniwersytetu Marii Curie-Skłodowskiej w Lublinie, gdzie w 1998 na podstawie napisanej pod kierunkiem Edwarda Skrętowicza rozprawy pt. Kontrola korespondencji oraz innych form przekazywania informacji w polskim procesie karnym otrzymała stopień naukowy doktora nauk prawnych w zakresie prawa, specjalność: prawo karne. Na tym samym wydziale na podstawie dorobku naukowego oraz rozprawy pt. Skuteczność instrumentów ochrony praw pokrzywdzonego w postępowaniu przygotowawczym w świetle badań empirycznych uzyskała w 2006 stopień doktora habilitowanego nauk prawnych w zakresie prawa. W 2016 prezydent RP nadał jej tytuł naukowy profesora nauk prawnych.
Została profesorem nadzwyczajnym Uniwersytetu Marii Curie-Skłodowskiej w Lublinie (Wydział Prawa i Administracji, Instytut Prawa Karnego) oraz docentem w Instytucie Wymiaru Sprawiedliwości. Była nauczycielem akademickim w Wyższej Szkole Humanistyczno-Przyrodniczej – Studium Generale Sandomiriense na Wydziale Prawa i Ekonomii. Została wiceprzewodniczącą Wydziału I Nauk Humanistycznych Lubelskiego Towarzystwa Naukowego.